# オートバイの二人乗り
オートバイの二人乗り（オートバイのふたりのり）では、原動機を搭載した二輪車であるオートバイに、運転者以外の者を乗車させる場合の各国の法的規制について記述する。

## アジア

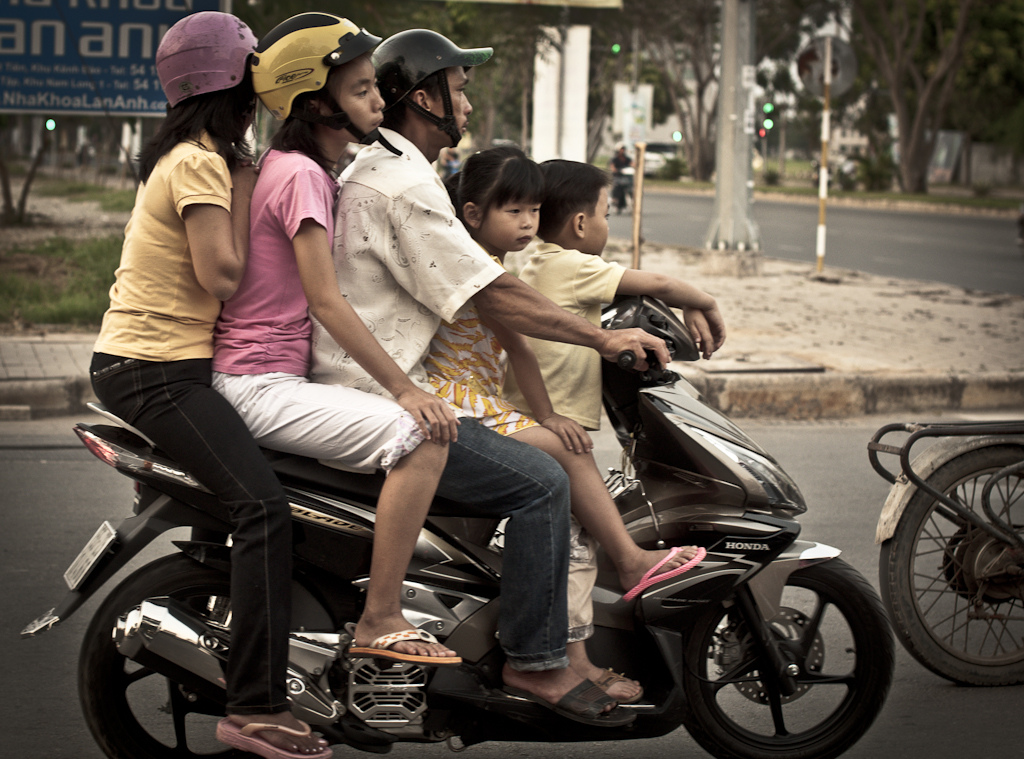
スクーターの5人乗り。前2人はヘルメットをしていない（ホーチミン市。2011年）

東南アジアでは道路交通法の整備が遅れてる国や法を守る意識が浸透していない国も多く、3人以上での公道走行も珍しいことではない。

## 日本

大型自動二輪車及び普通自動二輪車二人乗り通行禁止（310の2）

俗称として「二人乗り」は二名乗車に限定する言葉ではなく、それ以上の乗車も意味する言葉として定義、通用されている。法律では「運転者以外の乗車」という用語が使われるが『大型自動二輪車及び普通自動二輪車二人乗り通行禁止』という二人乗りに限定した標識名もある。
オートバイのうち、道路交通法上の原動機付自転車にあたるものでは、二人乗りが全面的に禁止されている。また通常、二人乗り用座席も備わっていない。
原動機付自転車以外の自動二輪車については、運転者がオートバイの運転免許証またはマイナ免許証（大型二輪免許、普通二輪免許、普通二輪免許（小型限定）のうちいずれかの免許）を受けていた期間が通算して1年に満たない場合には、二人乗りが全面的に禁止されている（道路交通法71条の4第5項・第6項）。これは「通算」とあるので、普通二輪を取得して1年以上過ぎてから大型二輪を取得すると、その日から大型二輪の2人乗りができる。
また、高速道路（高速自動車国道または自動車専用道路）を通行する場合には、前述のオートバイの免許を受けていた期間が通算して3年に満たない場合や、または運転者が20歳未満の場合には、二人乗りが禁止される（道路交通法71条の4第3項・第4項）。2005年（平成17年）3月末までは、高速道路のオートバイ二人乗りが全面禁止されていたが、『非関税障壁だ』とアメリカ合衆国連邦政府やハーレーダビッドソンから指摘され、規制緩和された。
さらに以上の要件により二人乗りが禁止されない場合であっても、「大型自動二輪車及び普通自動二輪車二人乗り通行禁止（310の2）」の道路標識がある高速道路では、二人乗りが禁止される。この標識では三人以上の乗車は禁止されないが、一般的な乗車定員超過により規制される。
ただし、以上のいずれの規制についても、オートバイに側車を正規に付けている場合には適用対象外となり、乗車装置に応じて乗車できる（つまり、単車側の運転席および後部座席に合計二人が乗車し、側車のほうは無人であってもよろしい）。なお、原動機付自転車にサイドカーやリヤカーを取り付けても、運転者以外の者は乗車できない。
二人乗り用座席に乗る場合は通常運転者の腰に手を回すことのみで安定の確保を試みる。自動車では後部座席も含めシートベルトの着用が求められることと対照的である。